# Aeroportul Borba
Aeroportul Borba (IATA: RBB, ICAO: SWBR) este un aeroport din Amazonas, Brazilia ce deservește zona Borba. Aeroportul a fost tranzitat în 2022 de 47 de pasageri. A fost numit după zona deservită.
Situat la o altitudine de 90 m, aeroportul dispune de 1 pistă.

## Infrastructură

### Piste
Aeroportul dispune de o singură pistă. Pista 12/30 are suprafața de asfalt și dimensiunile 1.200 m × 30 m. 